# Secțiune eficace nucleară
Secțiunea eficace nucleară a unui nucleu este folosită pentru a caracteriza probabilitatea ca o reacție nucleară să aibă loc.  Concetul de secțiune eficace nucleară poate fi cuantificat fizic ca o „suprafață caracteristică” unde o suprafață mai mare înseamnă o probabilitate de interacție mai mare. Unitatea de măsură standard pentru secțiunea eficace nucleară (notată prin σ) este barnul, care este egal cu 10−28 m² sau 10−24 cm². Secțiunile eficace pot fi măsurate pentru toate procesele de interacție posibile împreună, caz în care acestea sunt numite secțiuni eficace totale, sau pentru anumite procese, ca împrăștierea elastică și împrăștierea inelastică; pentru aceasta din urmă, secțiunile eficace de absorbție prezintă un interes deosebit printre secțiunile eficace neutronice.
În fizica nucleară se obișnuiește considerarea particulei incidente ca particulă punctuală, cu diametru neglijabil. Secțiunile eficace se pot calcula pentru orice fel de proces, precum împrăștiere-captură, producție de neutroni, etc. În multe cazuri, numărul de particule emise sau împrăștiate în procesele nucleare nu se măsoară direct; se măsoară numai atenuarea produsă într-un fascicul paralel de particule incidente prin interpunerea unei grosimi cunoscute dintr-un anumit material. Secțiunea eficace obținută în acest fel se numește secțiune eficace totală și este notată de obicei cu σ sau σT.
Razele nucleare tipice sunt de ordinul 10−14 m. Presupunând forma sferică, ne așteptăm ca secțiunea eficace a reacțiilor nucleare să fie de ordinul πr ² sau 10−28 m² (adică 1 barn). Secțiunile eficace observate diferă foarte mult între ele - de exemplu, neutronii lenți absorbiți în reacția (n, {\displaystyle \gamma }) prezintă o secțiune eficace mult mai mare de 1000 barni în unele cazuri (bor-10, cadmiu-113, și xenon-135), iar secțiunile eficace pentru transmutații în absorbția razelor gama se află în domeniul de 0,001 barni.

## Secțiune eficace macroscopică
Secțiunile eficace nucleare sunt folosite la determinarea vitezei de reacție nucleară, și sunt guvernate de ecuația vitezei de reacție pentru o anumită serie de particule (privite de obicei ca un experiment mental cu „fascicul și țintă” în care o particulă sau un nucleu este „ținta” [de obicei în repaus] iar cealaltă este tratată ca un „fascicul” [proiectil cu o anumită energie]).
Pentru interacțiile neutronilor incidenți pe o foiță subțire de material (ideal produs dintr-un singur tip de izotop), ecuația vitezei de reacție nucleară se scrie ca:
{\displaystyle r_{x}=\Phi \ \sigma _{x}\ \rho _{A}=\Phi \Sigma _{x}}
unde:
- {\displaystyle r_{x}} : numărul de reacții de tipul x, unități: [1/timp/volum]
- {\displaystyle \Phi } : fluxul fasciculului, unități: [1/suprafață/timp]
- {\displaystyle \sigma _{x}} : secțiunea eficace microscopică a reacției {\displaystyle x}, unități: [suprafață] (de obicei barni sau cm2).
- {\displaystyle \rho _{A}} : densitatea de atomi din țintă în unități de [1/volum]
- {\displaystyle \Sigma _{x}\equiv \sigma _{x}\ \rho _{A}}: secțiune eficace macroscopică [1/lungime]

Tipurile de reacții întâlnite frecvent sunt s: împrăștiere, {\displaystyle \gamma }: captură radiativă, a: absorbție (captura radiativă aparține acestui tip), f: fisiune, notațiile corespunzătoare pentru secțiunea eficace fiind: {\displaystyle \sigma _{s}}, {\displaystyle \sigma _{\gamma }}, {\displaystyle \sigma _{a}}, etc. Un caz special este secțiunea eficace totală {\displaystyle \sigma _{t}}, care dă probabilitatea ca un neutron să participe la orice fel de reacție ({\displaystyle \sigma _{t}=\sigma _{s}+\sigma _{\gamma }+\sigma _{f}+...}).
Formal, ecuația de mai sus definește secțiunea eficace neutronică macroscopică (pentru reacția x) ca și constantă de proporționalitate între un flux de neutroni incident pe o bucată (subțire) de material și numărul de reacții care au loc (în unitatea de volum) în acel material. Secțiunea eficace macroscopică se deosebește de secțiunea eficace microscopică, fiind o proprietate a unei anumite cantități de material (cu densitatea sa), iar cea din urmă este o proprietate intrinsecă a unui tip de nucleu.

## Valori tipice ale secțiunilor eficace

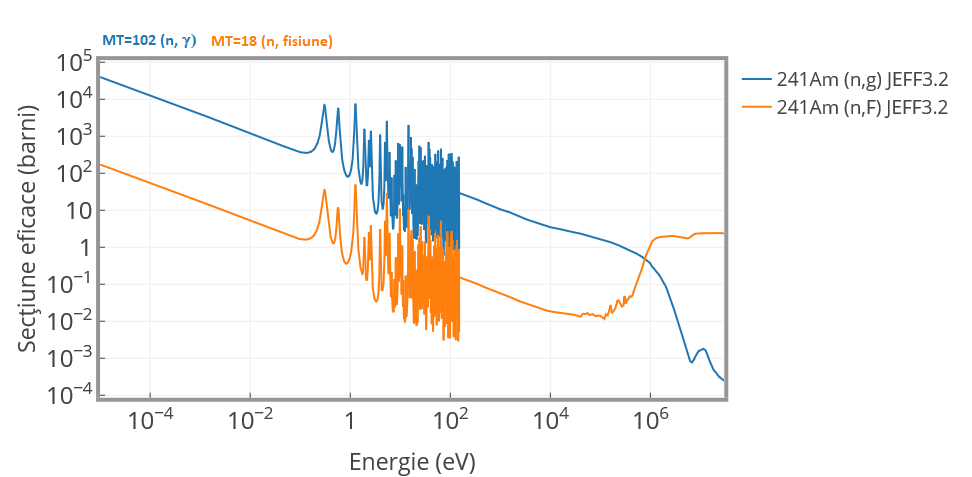
Secțiuni eficace pentru izotopul Americiu 241 în funcție de energia unui neutron incident. Graficul este produs cu SENUC, iar sursa datelor este fișierul JEFF 3.2.

În tabelul de mai jos sunt prezentate valorile pentru câteva secțiuni eficace care au importanță pentru funcționalitatea neutronilor în reactorii pe bază de apă. Secțiunile eficace din domeniul termic sunt mediate conform spectrului Maxwell corespunzător iar secțiunile eficace din domeniul rapid sunt mediate conform spectrului neutronilor de fisiune a uraniului 235. Secțiunile eficace provin din biblioteca de date JEFF.
Secțiunea eficace a neutronilor poate fi foarte mare dacă neutronul intră în rezonanță cu nucleul.
|                          |         | Secțiune eficace termică (barni) | Secțiune eficace termică (barni) | Secțiune eficace termică (barni) | Secțiune eficace rapidă (barni) | Secțiune eficace rapidă (barni) | Secțiune eficace rapidă (barni) |
| Împrăștiere              | Captură | Fisiune                          | Împrăștiere                      | Captură                          | Fisiune                         |                                 |                                 |
| Moderator și refrigerant | H-1     | 20                               | 0,2 (0,332)                      | -                                | 4                               | 4•10−5                          | -                               |
| Moderator și refrigerant | D-2     | 4                                | 3•10−4 (0,51•10−3)               | -                                | 3                               | 7•10−6                          | -                               |
| Moderator și refrigerant | C (nat) | 5                                | 2•10−3 (3,4•10−3)                | -                                | 2                               | 1•10−5                          | -                               |
| Moderator și refrigerant | Na      |                                  | 0,515                            | -                                |                                 |                                 |                                 |
| Structuri și altele      | Zr      |                                  | (0,182)                          |                                  |                                 |                                 |                                 |
| Structuri și altele      | 90Zr    | 5                                | 6•10−3 (0,1)                     | -                                | 5                               | 6•10−3                          | -                               |
| Structuri și altele      | Fe      |                                  | (2,56)                           |                                  |                                 |                                 |                                 |
| Structuri și altele      | 56Fe    | 10                               | 2 (2,5)                          | -                                | 20                              | 3•10−3                          | -                               |
| Structuri și altele      | Cr      |                                  | (3,1)                            |                                  |                                 |                                 |                                 |
| Structuri și altele      | 52Cr    | 3                                | 0,5 (0,76)                       | -                                | 3                               | 2•10−3                          | -                               |
| Structuri și altele      | Ni      |                                  | (4,54)                           |                                  |                                 |                                 |                                 |
| Structuri și altele      | 58      | 20                               | 3 (4,4)                          | -                                | 3                               | 8•10−3                          | -                               |
| Structuri și altele      | O       |                                  | (0,267•10−3)                     |                                  |                                 |                                 | -                               |
| Structuri și altele      | O-16    | 4                                | 1•10−4 (0,178•10−3)              | -                                | 3                               | 3•10−8                          | -                               |
| Otrava neutronilor       | B       |                                  | (763,4)                          | -                                |                                 |                                 | -                               |
| Otrava neutronilor       | B-10    | 2                                | 2•103 (3 836)                    | -                                | 2                               | 0,4                             | -                               |
| Otrava neutronilor       | Hf      |                                  | (103)                            |                                  |                                 |                                 |                                 |
| Otrava neutronilor       | Cd      |                                  | (2,45•103)                       |                                  |                                 |                                 |                                 |
| Otrava neutronilor       | Cd-113  | 100                              | 3•104 (2•104)                    | -                                | 4                               | 0,05                            | -                               |
| Otrava neutronilor       | Xe-135  | 4•105                            | 2•106 (2,65•106)                 | -                                | 5                               | 8•10−4                          | -                               |
| Otrava neutronilor       | In-115  | 2                                | 100 (85)                         | -                                | 4                               | 0,2                             | -                               |
| Otrava neutronilor       | Gd      |                                  | (49•103)                         |                                  |                                 |                                 |                                 |
| Otrava neutronilor       | Gd-155  |                                  | (61•103)                         |                                  |                                 |                                 |                                 |
| Otrava neutronilor       | Gd-157  |                                  | 200•103 (2,54•103)               |                                  |                                 |                                 |                                 |
| Otrava neutronilor       | Sm-149  |                                  | 74,5•103 (41•103)                |                                  |                                 |                                 |                                 |
| Combustibil              | U-233   |                                  | (52,8)                           | (588,9)                          |                                 |                                 |                                 |
| Combustibil              | 235U    | 10                               | 60 (100,5)                       | 300 (579,5)                      | 4                               | 0,09                            | 1                               |
| Combustibil              | 238U    | 9 (8,9)                          | 2 (2,720)                        | 2•10−5                           | 5                               | 0,07                            | 0,331                           |
| Combustibil              | Pu-239  | 8                                | 0,04 (265,7)                     | 700 (742,4)                      | 5                               | 0,05                            | 2                               |
| Combustibil              | Pu-240  |                                  | 1299,4                           | 0,0                              |                                 |                                 |                                 |
| Combustibil              | Pu-241  |                                  | 494,1                            | 1806,5                           |                                 |                                 |                                 |
| Combustibil              | Pu-242  |                                  | 141,05                           | 0,0                              |                                 |                                 |                                 |